# Colegio Internacional (Asunción)
El Colegio Internacional es un tradicional colegio y escuela privada orientada por la Iglesia Cristiana Discípulos de Cristo. Está situado en el barrio Las Mercedes de la ciudad de Asunción, Paraguay. Su primera clase se llevó a cabo el 1 de marzo de 1920.

## Historia
En 1918, la Junta Misionera de la iglesia Discípulos de Cristo en Indianápolis envió a Clement Morton y su señora a Asunción para construir un colegio y así contribuir al desarrollo del país. Las clases comenzaron dos años después, el 1 de marzo de 1920, con 48 alumnos dividos en 4 clases. Fue el primer colegio mixto del Paraguay, y se llama Colegio Internacional en honor a las buenas relaciones entre Paraguay y Estados Unidos.
En el año 1922 se habilita el primer curso de la secundaria con 7 alumnos.
En 1923, se realiza el primer torneo internacional de basketball con el colegio Ward, de Buenos Aires.
En 1925, se realizó la primera exhibición gimnástica en el Teatro Municipal bajo la dirección de Swand Orlá Petersen.
En 1928 se implementó Kindergarten, siendo el primero del país.
En 1929 se produce el Primer Intercolegial con la participación de los Colegios: Nacional de la Capital, San José, Natalicio Talavera, Escuela de Comercio e Internacional.
Durante la guerra del Chaco (1932 a 1935) el colegio fue utilizado como hospital de sangre.
En 1949, el Sr. Mills, con la ayuda financiera de la Junta Misionera de la Iglesia Nacional Discípulos de Cristo, adquirieron un terreno de 28 hectáreas, a dos kilómetros de Caacupé, camino a Tobatí, y estableció un campamento.

## Educación
La educación impartida abarca tres niveles de enseñanza: Inicial, Educación Escolar Básica y Nivel Medio, conforme a los requerimientos del Ministerio de Educación y Cultura (MEC), que rige para todo el país.
El colegio cuenta con dos modalidades en el Nivel Medio: el Bachillerato Científico y el Bachillerato Técnico. El Bachillerato Científico tiene dos áreas: Ciencias Básicas y Ciencias en Letras y Artes. Mientras que el Bachillerato Técnico tiene dos áreas: Administración de Negocios y Mercadotecnia.

## Uniforme

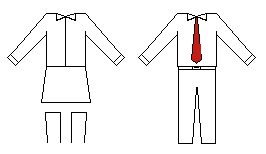
Uniforme formal del Colegio Internacional.

Para ocasiones especiales el uniforme de gala es: falda, medias, mocasín, camisa y saco blanco para las mujeres; y, pantalón, camisa, saco blanco y corbata roja para los hombres, ambos portando la insignia.

## Olimpíadas
Las olimpíadas consisten en unos juegos deportivos y culturales que se desarrollan durante la primera semana de octubre, con suspensión de clases durante dicho periodo. Los alumnos de tercer ciclo y nivel medio se dividen en distintos equipos denominados "Rojo" y "Blanco", que son asignados al azar al ingresar a séptimo grado. Se lleva una puntuación de las actividades y se premia al ganador tras culminar el evento.

## Lista de directores
| #  | Nombre y Apellido              | Año            |
| -- | ------------------------------ | -------------- |
| 1  | Rev. Manley Morton             | 1920-1921      |
| 2  | Rev. Fred W. Hughes            | 1922-1925      |
| 3  | Rev. Robert B. Lemmon          | 1926-1929      |
| 4  | Rev. Arthur Elliott            | 1930-1934      |
| 5  | Rev. Robert B. Lemmon          | 1935-1937      |
| 6  | Rev. Fred W. Hughes            | 1938-1940      |
| 7  | Rev. Robert B. Lemmon          | 1941-1944      |
| 8  | Rev. Fred W. Hughes            | 1945-1947      |
| 9  | Rev. Robert B. Lemmon          | 1948-1949      |
| 10 | Rev. J. Raymond Mills          | 1950           |
| 11 | Rev. Robert B. Lemmon          | 1951-1955      |
| 12 | Rev. Paul R. Andress           | 1956-1959      |
| 13 | Re. M. Frisco Gilchrist        | 1960           |
| 14 | Rev. Paul R. Andress           | 1961-1963      |
| 15 | Rev. George E. Wiley Jr.       | 1964-1967      |
| 16 | Rev. M. Frisco Gilchrist       | 1968           |
| 17 | Rev. George E. Wiley Jr.       | 1969-1972      |
| 18 | Rev. M. Frisco Gilchrist       | 1973           |
| 19 | Rev. Luis F. Del Pilar         | 1974-1979      |
| 20 | Rev. George E. Wiley Jr.       | 1980-1982      |
| 21 | Lic. Ermelinda R. de Cuenca    | 1983           |
| 22 | Rev. George E. Wiley Jr.       | 1984-1987      |
| 23 | Prof. Charles Fitch            | 1988-1989      |
| 24 | Rev. Norberto A. Sarli         | 1990 (Ene-May) |
| 25 | Lic. Ermelinda R. de Cuenca    | 1990 (May-Dic) |
| 26 | Dr. Arthur J. Hand             | 1991-1995      |
| 27 | Rev. Gamaliel Morales S.       | 1997 (Ene-May) |
| 28 | Lic. E. Ermelinda R. de Cuenca | 1997 (May-Ago) |
| 29 | Dr. Eric Spindler              | 1997-2000      |
| 30 | Rev. Hortensia Ferreira C.     | 2000-2004      |
| 31 | Lic. E. Ermelinda R. de Cuenca | 2004 (Ago-Sep) |
| 32 | Lidia Sarubbi                  | 2005-2007      |
| 33 | Lic. Fanny Pereira de Aveiro   | 2007-2011      |
| 34 | Dr. Juan Ramón Godoy           | 2011-2012      |
| 35 | Lic. Mirtha Noguera de Mereles | 2012-2018      |
| 36 | Lic. Hugo Penayo Ramírez       | 2019 presente  |

## Alumnos destacados
- Giuliana Poletti, voleibolista.
- Palo Rubín, periodista y conductor de televisión.
- Elena Codas Berro, Psicoanalista y psicóloga infantojuvenil.
- Olga Blinder,docente y pedagoga paraguaya.
- Renée Ferrer de Arréllaga poeta, novelista, autora de cuentos infantiles y dramaturga